# Groß Ilde
Groß Ilde ist ein Ortsteil der Stadt Bockenem in Niedersachsen. Das Dorf hatte am 1. Oktober 2011 173 Einwohner. Es liegt sechs Kilometer entfernt westlich von Bockenem und acht Kilometer entfernt von der östlich verlaufenden A 7. Nordwestlich von Groß Ilde liegt der Ortsteil Klein Ilde.

## Geschichte
Am 1. März 1974 wurde Groß Ilde in die Stadt Bockenem eingegliedert.

## Politik
Aufgrund seiner geringen Einwohnerzahl wird Groß Ilde nicht von einem Ortsrat, sondern von einem Ortsvorsteher vertreten. Aktuell ist Karl-Heinz Hodur (SPD) in dieser Funktion.